# Бен ле Бен
Бен ле Бен (фр. Bains-les-Bains) насеље је и општина у североисточној Француској у региону Лорена, у департману Вогези која припада префектури Епинал.
По подацима из 2011. године у општини је живело 1241 становника, а густина насељености је износила 48,92 становника/km². Општина се простире на површини од 25,37 km². Налази се на средњој надморској висини од 325 метара (максималној 417 m, а минималној 256 m).

## Демографија
| 1962. | 1968. | 1975. | 1982. | 1990. | 1999. | 2011. |
| ----- | ----- | ----- | ----- | ----- | ----- | ----- |
| 1.537 | 1.547 | 1.548 | 1.527 | 1.466 | 1.415 | 1.241 |

График промене броја становника у току последњих година

## Партнерски градови
- Бондорф им Шварцвалд